# M59 (БТР)
M59 (англ. M59 armored personnel carrier) — гусеничний бронетранспортер армії США, що випускався в період з 1953 до 1960 року як менша та дешевша версія бронетранспортера-амфібії М75. Загалом було випущено понад 6 300 одиниць. Бронетранспортер активно застосовувався у бойових діях у В'єтнамській війні. На службі в армії США його замінив M113, основний гусеничний бронетранспортер американської армії з початку 1960-х років.

## Історія
На початку 1950-х років американські інженери розробили проєкт перспективного бронетранспортера T18, який незабаром надійшов на озброєння американської армії як M75. Ця броньована машина відповідала технічним завданням, визначеним керівництвом армії, але ще на стадії проєктних робіт стало зрозуміло, що бронетранспортер вийшов занадто дорогий для масового серійного виробництва. Як наслідок, було вирішено розробити на його основі новий зразок аналогічного призначення, що відрізнявся б менш високою ціною. Щоб знизити витрати, замість одного великого потужного двигуна, на БТР встановили два менших, менш потужні шестициліндрові бензинові двигуни GMC Model 302 потужністю по 146 к.с. кожен для вантажних автомобілів, встановлених по одному з кожного боку корпусу. Ненадійність цієї силової системи, поряд зі зниженим бронезахистом у порівнянні з M75, стали основними недоліками цього БТР.
За кілька років такий бронетранспортер був прийнятий на озброєння армії США під позначенням M59.

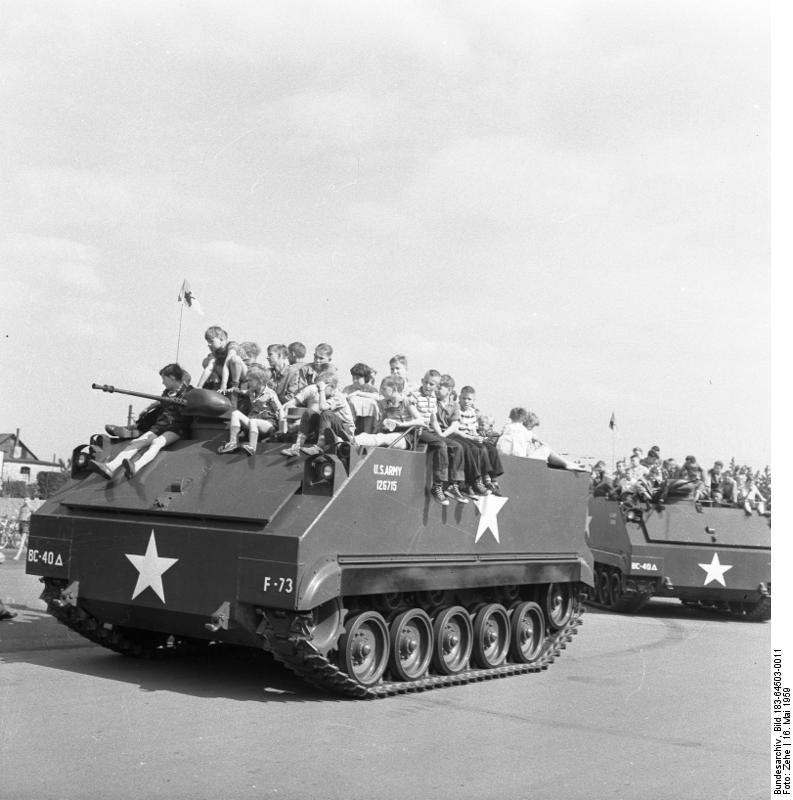
Німецькі діти на бронетранспортерах M59 на аеродромі Темпельгоф

Попри недоліки, призначений переважно для перевезення мотопіхоти, бронетранспортер М59 став багатоцільовою машиною. Завдяки зручному десантному відділенню його можна було використовувати для перевезення різного роду вантажів, транспортування поранених, в ролі спостережної, командирської і штабної машин, для буксирування деяких гармат та як самохідне шасі для мінометів і протитанкових ракетних комплексів.
Серійне виробництво M59 відбувалося з 1953 по 1960 рік, всього було випущено більше 6 300 машин цього типу. Хоча M59 виявився більш вдалим, ніж його попередник, він мав низку недоліків, основними з яких були порівняно велика маса при невисокій питомій потужності двигуна, що врешті-решт спонукало армійське керівництво розпочати розробку нового бронетранспортера, яким став M113, що змінив M59 на складальних лініях. Масовому випуску нової техніки сприяла його низька ціна. Один новий бронетранспортер коштував близько 25 тис. доларів — майже втричі менше, ніж попередній M75.
Основним замовником бронетранспортерів M59 стала армія Сполучених Штатів. Їй було поставлено 6300 бронетранспортерів. Експлуатація такої техніки тривала до початку 1960-х років. З появою новітнього та досконалішого M113 армія отримала можливість провести чергове переозброєння. Значна кількість наявних M59 списувалася і вирушала на зберігання. Крім того, бронетранспортери надійшли на озброєння деяких країн.
Також М59 широко використовувався у військах Національної гвардії США для перевезення піхоти, а також в розвідувальних підрозділах. На базі бронетранспортера М59 були розроблені 106,7-мм самохідний міномет М84 (міномет M30) і самохідна пускова установка ПТКРС SS.10.

## Країни-оператори
- Бразилія: Армія Бразилії: 500
- Венесуела: Повітряні сили Венесуели: 15, Національна армія Венесуели: 45
- Греція: 200
- Ефіопія: 120
- Ліван (Арабська армія Лівану): 16
- Південний В'єтнам: 866
- США: 6 300
- Туреччина: 1 550
- Югославія: 12 (придбані як зразки для розроблення власних БТР OT M-60 для Югославської армії)